# Baltimax

Порівняння Baltimax з кораблями інших розмірів

Baltimax (укр. Балтімакс) — термін морської архітектури для найбільших розмірів кораблів, здатних заходити та виходити з Балтійського моря в навантаженому стані.
Найбільші кораблі проходять по маршруту Великого Бельта. Обмеження становить осадку 15,4 метрів і осадку повітря 65 метрів (обмежується кліренсом східного мосту фіксованої ланки Великий Бельт). Довжина може бути близько 240 м, а ширина близько 42 м. Вагу близько 100 000 метричних тонн.
Однак, Балтійським морем курсують також деякі більші типи кораблів. Зокрема, так званий танкер сирої нафти B-Max із понад 205 тис. тонн дедвейтом (шириною 68 м, довжиною 325 м) і контейнеровоз класу Maersk Triple E довжиною 400 м і дедвейтом 165 000 метричних тонн.
Ересунн дозволяє лише 8 м осадки та не є альтернативою для великих суден. Швидкий шлях Кільський канал дозволяє 9.5 м осадки.
Крім того, багато портів обмежують розмір судна. Залізорудні порти Лулео (11 м, має бути поглиблено до 13 м) і Кемі (10 м), а також великий порт Клайпеда (13,8 м) мають меншу осадку, ніж Baltimax. Найбільшим портом є Приморськ, який має осадку 15 м, як і Baltimax. Північний порт у Гданську може прийняти 300 000 тонні 15-метрові судна.